# Nebeska tema
Nebeska tema srpski je dokumentarni film o frontmenu VIS Idola i pjevaču Vladi Divljanu. Osim njegove obitelji, u filmu se pojavljuju i Srđan Gojković iz benda Električni orgazam, Konstrakta i Zoe Kida iz benda Zemlja gruva, urednik diskografske kuće Croatia Records Siniša Škarica itd. Film je objavljen 2019. godine.

## Opis filma
Film je formom i narativnom strukturom sličan svom protagonistu - istovremeno dokument i bajka, urban i emotivan i romantičan.
U njemu sudjeluju najznačajniji autori s područja bivše SFRJ, koji su posebno za ovu priliku snimili (i u filmu izvode) nove verzije Vladinih pjesama. Ovakav autorski pristup i veliki broj atraktivnih sudionika čine ovaj film jedinstvenim projektom kakav još nije viđen na našim prostorima.

## Sudionici
- Zdenko Kolar
- Srđan Šaper
- Darko Rundek
- Momčilo Bajagić
- Srđan Gojković
- Zoe Kida
- Konstrakta

## Prikaz
Film je premijerno prikazan na Divljanov 61. rođendan, 10. svibnja 2019. u Sava centru.